# Yeezus
Yeezus – szósty album amerykańskiego artysty hip-hopowego Kanye Westa. Ukazał się 18 czerwca 2013 roku nakładem wytwórni Def Jam Recordings. Za produkcję albumu odpowiadają m.in. Daft Punk, Kanye West, Rick Rubin i Lupe Fiasco.

## Lista utworów
Opracowano na podstawie materiału źródłowego
| Nr | Tytuł                 | Producenci                                                                                             | Goście | Czas | Uwagi                                           |
| -- | --------------------- | --- | ------ | ---- | ----------------------------------------------- |
| 1  | "On Sight"            | Kanye West, Daft Punk, Mike Dean, Benji B, Ken Lewis (chór)                                            |        | 2:36 |                                                 |
| 2  | "Black Skinhead"      | Kanye West, Daft Punk, Gesaffelstein, Brodinski, Mike Dean, Lupe Fiasco, Jack Donoghue, Noah Goldstein |        | 3:08 |                                                 |
| 3  | "I Am a God"          | Daft Punk, Kanye West, Mike Dean                                                                       | God    | 3:51 | - Justin Vernon - dodatkowe wokale              |
| 4  | "New Slaves"          | Kanye West, Ben Bronfman, Mike Dean, Travis Scott, Noah Goldstein, Sham Joseph, Che Pope               |        | 4:16 | - Frank Ocean - dodatkowe wokale                |
| 5  | "Hold My Liquor"      | Kanye West, Mike Dean, Arca, Noah Goldstein                                                            |        | 5:26 | - Chief Keef & Justin Vernon - dodatkowe wokale |
| 6  | "I'm in It"           | Kanye West, Arca, Mike Dean, Noah Goldstein                                                            |        | 3:54 | - Justin Vernon & Assassin - dodatkowe wokale   |
| 7  | "Blood on the Leaves" | Hudson Mohawke, Kanye West, Lunice, 88-Keys, Arca, Mike Dean                                           |        | 6:00 |                                                 |
| 8  | "Guilt Trip"          | Kanye West, Mike Dean, S1, Ackee Juice Rockers, Travis Scott                                           |        | 4:03 | - Kid Cudi - dodatkowe wokale                   |
| 9  | "Send It Up"          | Daft Punk, Kanye West, Arca, Mike Dean                                                                 |        | 2:58 | - King Louie - dodatkowe wokale                 |
| 10 | "Bound 2"             | Kanye West, Eric Danchick, Mike Dean, No I.D., Noah Goldstein                                          |        | 3:49 | - Charlie Wilson - dodatkowe wokale             |